# Motzstraße
Motzstraße es una calle del distrito berlinés de Tempelhof-Schöneberg. Se extiende desde Nollendorfplatz, pasando por Viktoria-Luise-Platz en Schöneberg, hasta Prager Platz en Wilmersdorf.
El tramo de Motzstraße entre Nollendorfplatz y Martin-Luther-Straße es el centro de una de las zonas gay de Berlín. El festival de lesbianas y gays de Berlín, Motzstraßenfest, se celebra allí cada mes de julio, el fin de semana anterior a las celebraciones del Orgullo Gay (Christopher Street Day, CSD) en Berlín.

## Historia

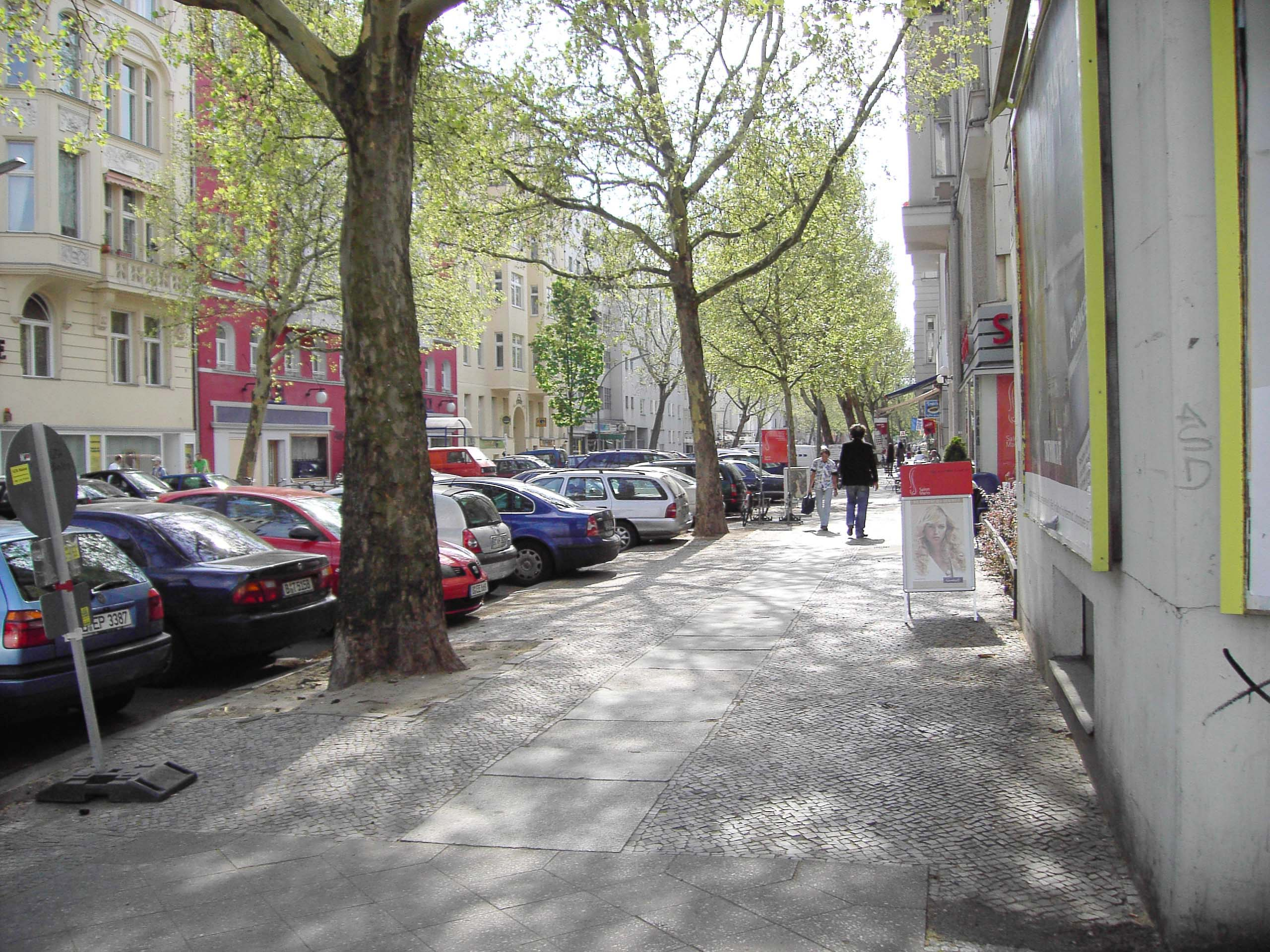
Motzstraße cerca de Nollendorfplatz en 2007.

La primera sección, situada al norte de la calle, se diseñó en torno a 1870 y debe su nombre a Friedrich von Motz, un ministro de finanzas prusiano. Esta sección, situada al norte de la Nollendorfplatz, ha cambiado de nombre dos veces: en 1934, Mackensenstraße (momento en que se modificó la numeración de la calle), y en 1996, Else Lasker-Schüler Straße. El número 6 de Motzstraße fue la sede de la Iglesia Americana desde 1903 hasta 1944, cuando fue destruida en un ataque aéreo aliado, junto con muchos otros edificios de la zona.
La librería Motzbuch estuvo situada en la Motzstraße 32 desde 1981 y atrajo a muchos autores para sus lecturas, entre ellos Reinhard Jirgl. El negocio cerró durante la pandemia de COVID-19. Debido a la pandemia de COVID-19, el festival callejero anual se canceló en 2020 y 2021.

## Alrededores

Tienda de artículos de temática leather en Motzstraße

La zona alrededor de Motzstraße ha sido reconocida como un barrio gay-friendly desde el siglo xx. Entre los establecimientos relacionados se incluyen el Teatro Piscator (más tarde Teatro Metropol y luego Cine Metropol), la discoteca Metropol, el club Goya (ahora conocido como Metropol) y Eldorado (1926-1932).
El autor británico-estadounidense Christopher Isherwood vivía a la vuelta de la esquina de Motzstraße en Nollendorfstraße, donde se inspiró en la diversidad de la zona para escribir varias de sus novelas más vendidas.
La sección de Motzstraße alrededor de Viktoria-Luise-Platz, restaurada después de los daños de la guerra, es un barrio de lujo lleno de arquitectura guillermina. Muchas personalidades notables y figuras famosas han vivido en la zona, como Rudolf Steiner y Else Lasker-Schüler.